# Mount Semprebon
Mount Semprebon är ett berg i Antarktis. Det ligger i Västantarktis. Chile gör anspråk på området. Toppen på Mount Semprebon är 1 564 meter över havet.
Terrängen runt Mount Semprebon är en högslätt. Trakten är obefolkad. Det finns inga samhällen i närheten.